# Cinto de castidade

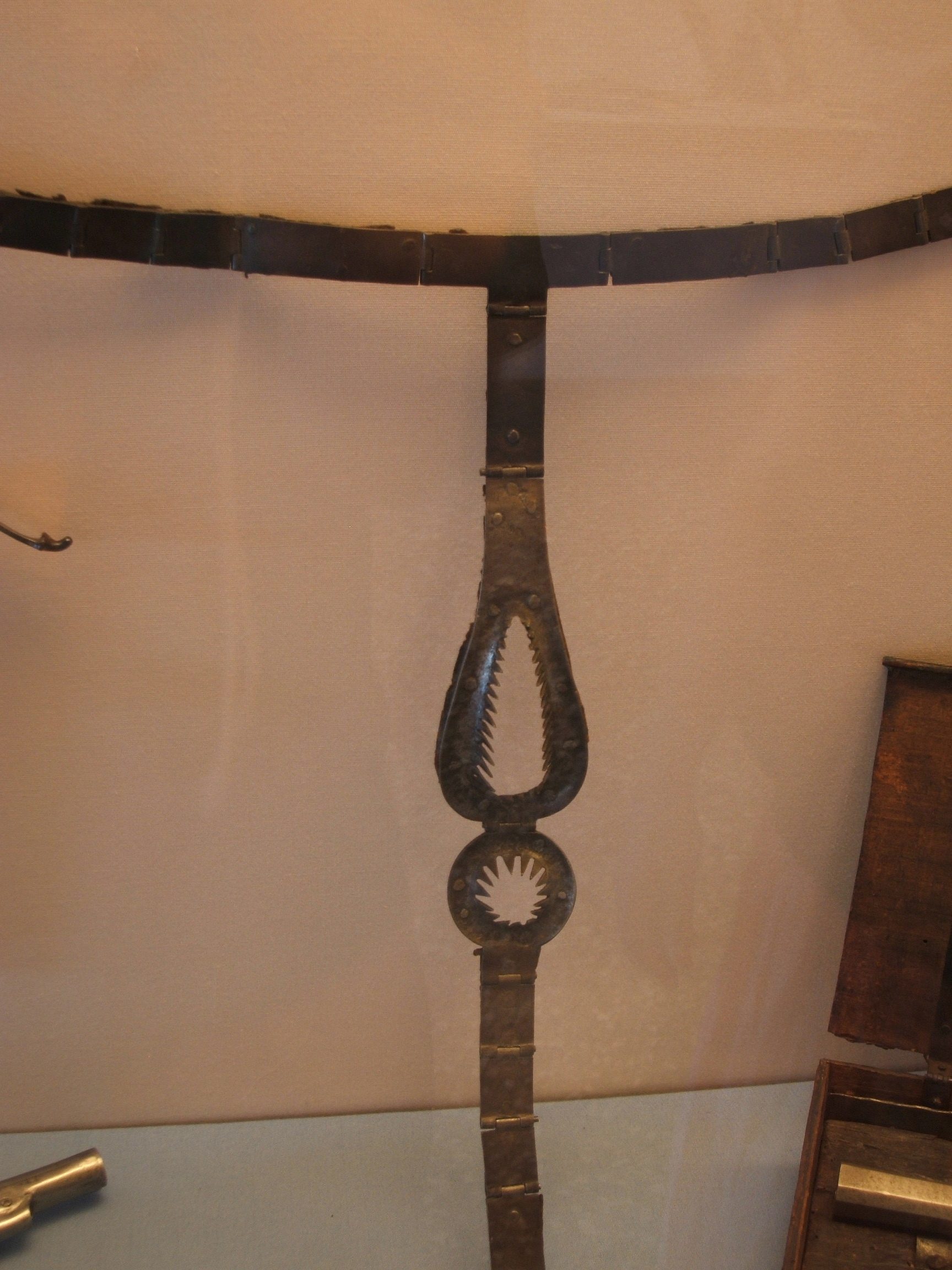
Cinto de castidade veneziano em exposição no palácio do Doge, provavelmente do século XVI ou XVII.

Cinto de castidade é uma peça de vestuário de bloqueio projetado para impedir a relação sexual ou masturbação. Tais cinturões foram historicamente projetados para mulheres, ostensivamente com o propósito de castidade, para proteger as mulheres de estupro ou para dissuadir as mulheres e seus potenciais parceiros sexuais da tentação sexual. As versões modernas do cinto de castidade são predominantemente, mas não exclusivamente, usadas na comunidade de BDSM, e os cintos de castidade agora são projetados para usuários do sexo masculino, além de mulheres.
De acordo com os mitos modernos, o cinto de castidade foi usado como um dispositivo antitentação durante as Cruzadas. Quando o cavaleiro partisse para as Terras Sagradas nas Cruzadas, sua senhora usaria um cinto de castidade para preservar sua fidelidade a ele. No entanto, não há evidência confiável de que os cintos de castidade existissem antes do século XV (mais de um século após a última Cruzada do Oriente Médio), e seu principal período de uso aparente se enquadra no Renascimento e não na Idade Média. Pesquisas sobre a história do cinto de castidade sugerem que elas não foram usadas até o século XVI, e então apenas raramente; eles se tornaram amplamente disponíveis na forma de dispositivos médicos antimasturbação do século XIX.
Dizia-se que os cintos de castidade renascentistas tinham forros acolchoados (para evitar que grandes áreas de metal entrassem em contato direto e prolongado com a pele) e precisavam ser trocados com bastante frequência, de modo que tais cintos não eram práticos para uso ininterrupto a longo prazo. O desgaste contínuo a longo prazo poderia causar infecção geniturinária, ferimentos abrasivos, sepse e eventual morte.

## Cinto de castidade no BDSM
Atualmente, o uso de cintos de castidade acontece geralmente em práticas consensuais do BDSM. Eles podem ser usados como uma forma de negação do orgasmo para prevenir que o submisso possa ter qualquer tipo de estimulação nos genitais sem a permissão da pessoa que está na função dominadora, que fica com a posse da chave do cinto de castidade. Os cintos de castidade podem ser usados como fetiche tanto por homens quanto por mulheres, porém, o uso é muito mais comum em homens.
Ao vestir o cinto de castidade, o submisso aceita entregar todo o controle de sua liberdade sexual à uma parceira ou parceiro. A pessoa dominante pode decidir quando, onde, como, com que frequência e mesmo se será permitido ao submisso a liberação sexual. O cinto de castidade pode ser usado por um tempo limitado durante alguma prática sexual ou por um acordo a longo prazo que pode durar dias ou semanas.
Na cultura BDSM, os cintos de castidade masculinos geralmente são chamados de cock cage ou penis cage (em português: gaiola para o pênis). O uso de cinto de castidade como fetiche não necessariamente está associado à outras práticas sexuais além da negação do orgasmo, porém, é comum ver esse tipo de acessório sendo usado em fetiches onde há submissão masculina como cuckold, cock and ball torture e pegging.